# Citra (émulateur)
Pour les articles homonymes, voir Citra.
Citra était un émulateur libre et open-source de la console de jeu portable Nintendo 3DS, il était développé par Citra Team. Il était développé dans le langage de programmation C++ et son interface programmée avec Qt. Citra pouvait exécuter presque tous les homebrew et les nombreux jeux commerciaux de la console.

## Historique
Le développement de Citra commença en avril 2014 et le premier jeu commercial Nintendo 3DS émulé par Citra était The Legend of Zelda: Ocarina of Time 3D,. Citra pouvait également exécuter d'autres jeux, tels que Animal Crossing: New Leaf et Sonic Generations.
À partir du 30 décembre 2015, Citra pouvait démarrer tous les jeux Pokémon aisément.
À partir du 21 mai 2016, Citra pouvait émuler le son grâce à son compilateur JIT. 
À partir du 15 septembre 2016, Pokémon Soleil et Lune était entièrement jouables, un bond en avant dans le développement de l’émulateur.
En novembre 2017, Citra annonce la prise en charge réseau de l'émulateur. Le support réseau imite le Wi-Fi local de la 3DS qui permettait à l’origine de jouer en local, mais l’équipe de Citra est allé plus loin et a permis de jouer avec d’autres utilisateurs n’importe où dans le monde.
La même équipe a également créé par la suite le premier émulateur Nintendo Switch, nommé Yuzu en juillet 2018 qui fermera le 4 mars 2024.
En mars 2019, une version non-officielle de l'émulateur est créé pour le support Android et c'est en mai 2020 qu'ils annoncent l'officielle.
En avril 2020, La Team Citra annonce la compatibilité avec les jeux New Nintendo 3DS  et le support des save states.
Le 4 mars 2024, l'éditeur de Citra , Tropic Haze, annonce, par un procès contre Nintendo, de rendre les armes, et d'arrêter tous les projets en rapport avec Citra et Yuzu, dont Tropic Haze est aussi éditeur, et de reverser 2,4 millions de dollars en dommage et intérêt.[citation nécessaire]

## Description
Citra   était gratuit et open-source. Il était disponible pour Windows, macOS, Linux, et Android. Le développement se faisait sur la plateforme GitHub et plus de 250 développeurs ont déjà contribué au projet Citra .
Citra nécessitait OpenGL 3.3 ou Vulkan 1.1 minimum pour fonctionner. Le nom de Citra est dérivé de CTR, qui est le nom de modèle d'origine de la 3DS . L'émulateur ne fonctionnait pas très bien avec les anciens PC et devait être exécuté sur un processeur x64.